# 苍山乌头
苍山乌头（学名：Aconitum contortum），为毛茛科乌头属下的一个种。

## 扩展阅读
維基物種上的相關：苍山乌头